# Hasseldieksdamm

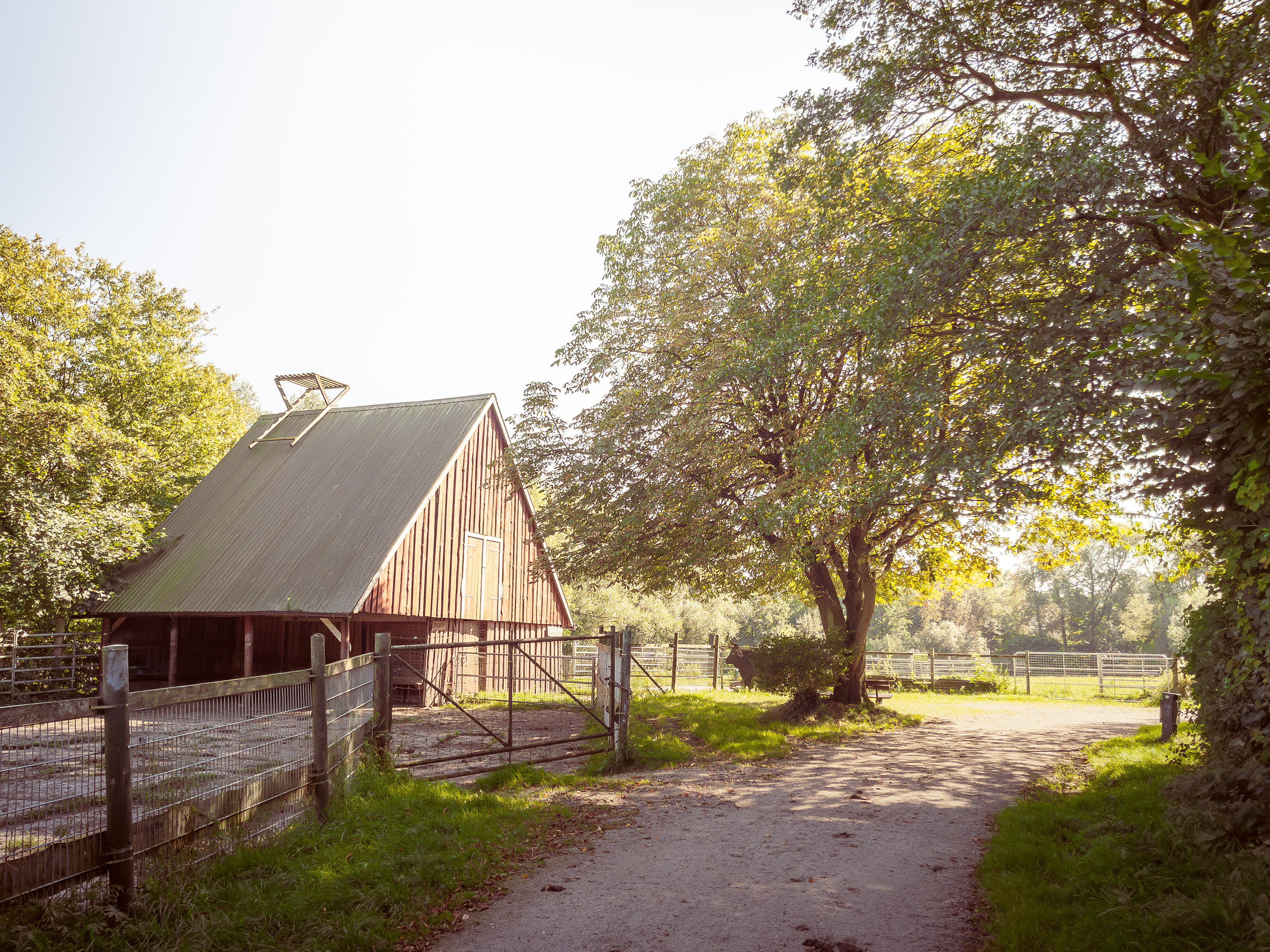
Tiergehege Hasseldieksdamm

Hasseldieksdamm ist ein Stadtteil von Kiel.

## Geschichte
Im Kieler Stadtbuch von 1264 bis 1289 wurde im Jahre 1270 das Dorf Hassenthorpe an der Stelle des heutigen Hasseldieksdamm erstmals erwähnt. Der heutige Name „Hasseldieksdamm“ setzt sich vermutlich aus dem Hasseldiek (einem heute verschwundenen Fischteich auf dem Gebiet Hasseldieksdamms) und dem Damm, eine Art Deich der aufgeschüttet wurde um das morastige Gelände um den Teich herum bewohnbar zu machen, der den Hasseldiek umgab. Der Name bedeutet quasi „Damm des Hasseldieks“. Für die folgenden Jahrzehnte fehlt ein urkundlicher Nachweis zum Verbleib des Dorfes. Die Fischteiche zu beiden Seiten des Hasseldieksdammer Gehölzes wurden vermutlich aber weiterhin wirtschaftlich genutzt. Im Jahre 1543 wurde dann wieder der Fischteich „Hasseldieksdamm“ erwähnt. Die Kieler Stadtdörfer (Teil des Stiftungsvermögens des Heiligengeisthospitals) wurden im Jahre 1572 Herzog Adolf I. in Pacht gegeben. Hasseldieksdamm ging im Meierhof Kronshagen auf, der dann 1667 zum Gut wurde.
1768 wurde das Gut Kronshagen in ein Amt umgewandelt, das Hoffeld parzelliert und eine Erweiterung des Dorfes Hasseldieksdamm eingeleitet.
Die großen Fischteiche waren vorher schon abgelassen worden. Das Gelände konnte nun landwirtschaftlich genutzt werden.
Am 1. April 1910 endete die Eigenständigkeit des Dorfes Hasseldieksdamm. Es wurde mit Hassee, Gaarden-Süd, Ellerbek und Wellingdorf nach Kiel eingemeindet.
Seit der Eingemeindung hat sich Hasseldieksdamm weniger als andere Kieler Stadtteile verändert. Der Stadtteil ist über die Ausfallstraßen Hofholzallee und Skandinaviendamm an die Kieler Innenstadt angebunden. Die Hofholzallee ist von einfachen Villen geprägt. Südlich der Hofholzallee befindet sich der alte Dorfkern. Im Martenshofweg und in der Melsdorfer Straße sind einige reetgedeckte Fachhallenhäuser und Katen erhalten geblieben. An der Ecke Hofholzallee/Russeer Weg wurden nach dem Zweiten Weltkrieg zunächst kleinere Siedlungen und um 1960 von der Kieler Wohnungsbaugesellschaft (KWG) die Geschosswohnungssiedlung „Neu-Hasseldieksdamm“ in der Straße Im Waldwinkel errichtet. Den Mittelpunkt dieser Siedlung bildet der Hochhausriegel „Sprottenkiste“, in dem sich auch ein Versorgungszentrum befindet. Diese Bauweise ist jedoch eine Ausnahme im ansonsten von Villen und Einfamilienhäusern geprägten Hasseldieksdamm, im Gegensatz zur benachbarten Großwohnsiedlung Mettenhof.

## Schulen
- Gorch-Fock-Schule (gegründet 1938)[2]
- Freie Waldorfschule Kiel (gegründet 1976)[4]

## Kirchen
- Erlöserkirche (ev.-luth.): Grundsteinlegung am 27. April 1957 und Einweihung am 29. September 1957[5]
- Raphael-Kirche (anthroposophisch): Grundsteinlegung am 2. September 1984 und Einweihung am 22. September 1985[6]

## Naherholung
- Wald „Hofholz“ – Ein Granitstein mit der Jahreszahl 1810 erinnert an die Einfriedung des Waldes.[7]
- Wald „Hasseldieksdammer Gehölz“ – Rotbuchen- und Buchenmischwald.
- Tiergehege Hasseldieksdamm – Tierarten:  Auerochse, Bison, Wisent, Sikawild und Schottisches Hochlandrind.
- Alte Stadtgärtnerei Kollhorst – seit 1994 erster Naturerlebnisraum in Schleswig-Holstein.[8]

## Bilder

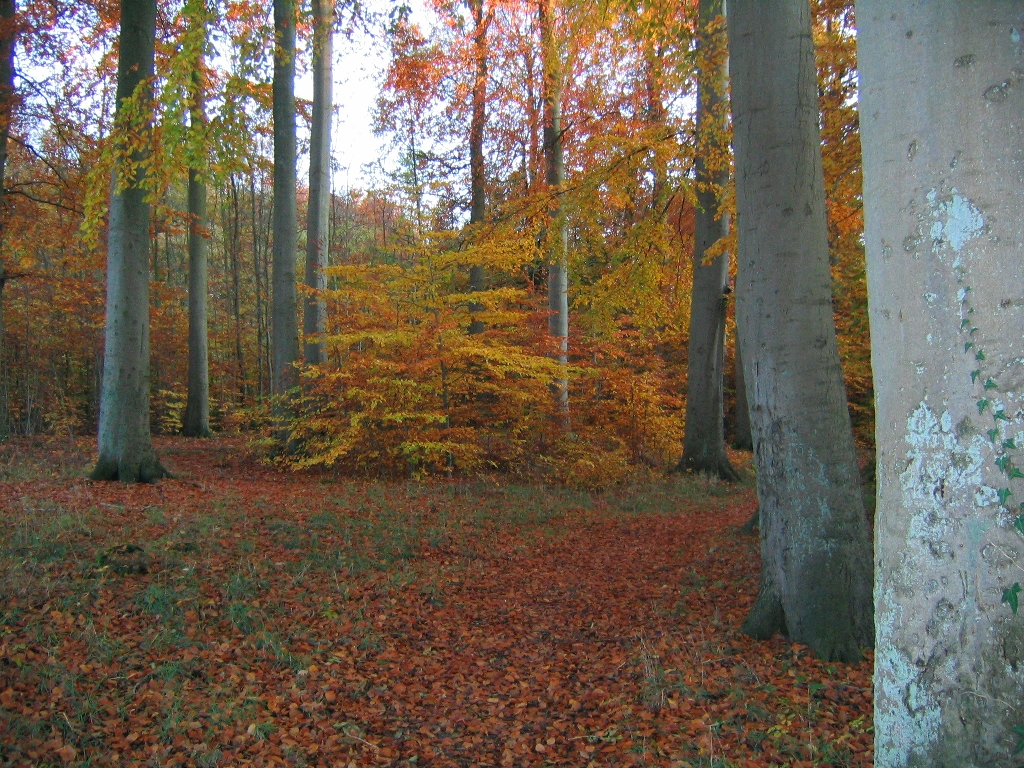
Hasseldieksdammer Gehölz im Herbst
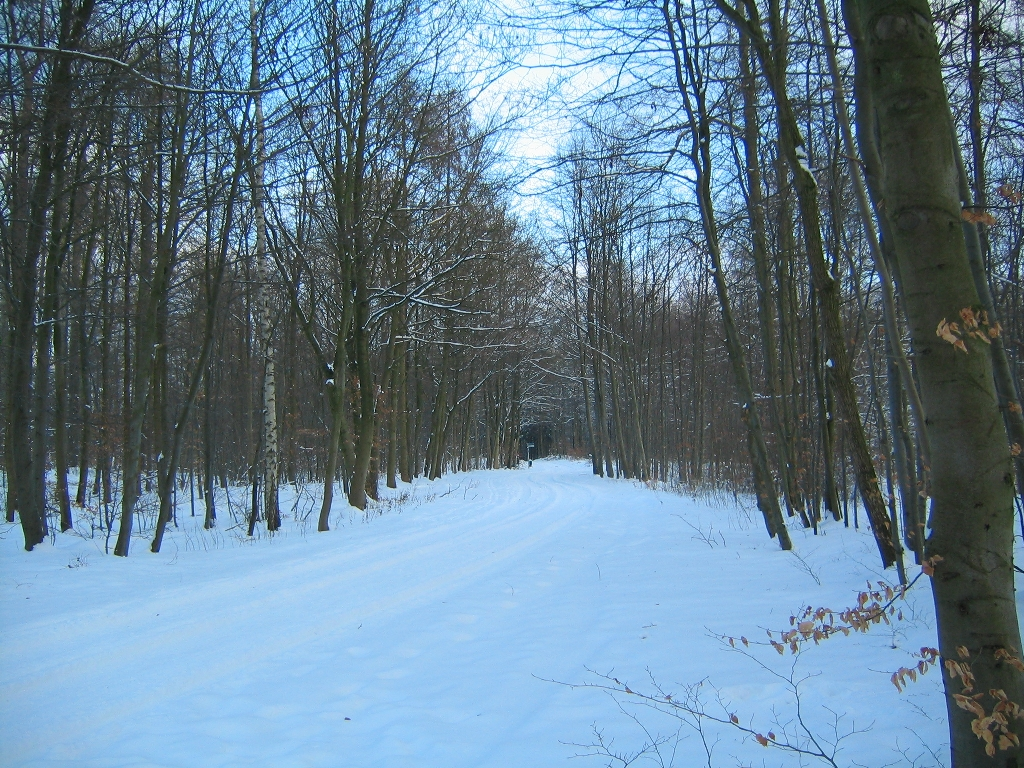
Hasseldieksdammer Gehölz + Julienluster Weg
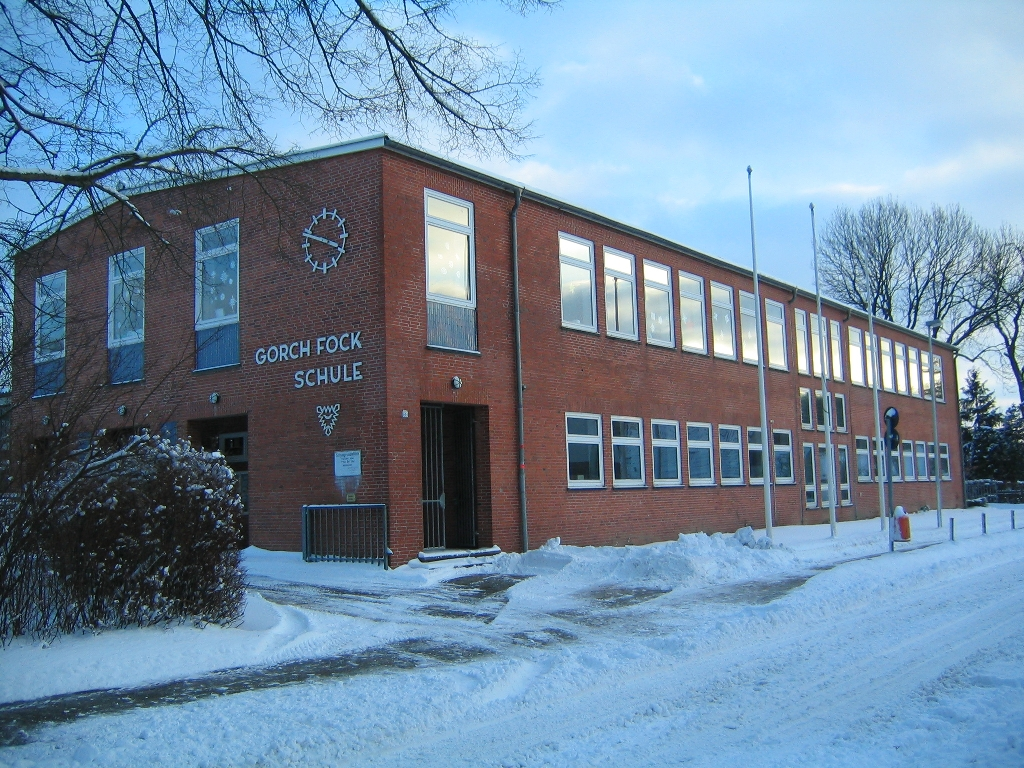
Gorch Fock Schule in Hasseldieksdamm